# Ancistroceroides rufimaculatus
Ancistroceroides rufimaculatus är en stekelart som först beskrevs av Fox.  Ancistroceroides rufimaculatus ingår i släktet Ancistroceroides och familjen Eumenidae. Inga underarter finns listade i Catalogue of Life.